# Rukungere
Rukungere är ett periodiskt vattendrag i Burundi.   Det ligger i provinsen Gitega, i den centrala delen av landet, 60 kilometer öster om huvudstaden Bujumbura.
Omgivningarna runt Rukungere är en mosaik av jordbruksmark och naturlig växtlighet. Runt Rukungere är det tätbefolkat, med 411 invånare per kvadratkilometer.